# Departamento Central
Central es uno de los diecisiete departamentos que, junto con Asunción, Distrito Capital, componen la República del Paraguay. Su capital es Areguá y su ciudad más poblada, Luque. Está ubicado en el centro oeste de la región Oriental del país, limitando al norte con Presidente Hayes, al este con Cordillera y Paraguarí, al sur con Neembucú, al suroeste con el río Paraguay que lo separa de Formosa, exterritorio paraguayo, actualmente Argentina, al oeste con Asunción, y al noroeste de nuevo con el río Paraguay que lo separa de Presidente Hayes. Con 1 883 927 habitantes en 2022, es el departamento más poblado (representando al 30% de la población del país); con 2465 km², el menos extenso y con 764 hab/km², el más densamente poblado. 
Junto a la capital, Asunción, forma el mayor conurbano del país, el Gran Asunción. También es el departamento con el IDH más alto, de mejores niveles sociales e infraestructura y el que nuclea a más del 56% de las industrias del país.

## Historia
El departamento Central es la región más antiguamente poblada del país. Ya en época de la conquista y colonización, esta zona ha sido el centro desde donde se extendían nuevas fundaciones, así como también, constituía refugio de los pobladores que huían de los ataques de los indígenas Guaicurú. Anteriormente, parte de Central era denominada la «Comarca Asuncena».
Diverso fue el origen de las ciudades que hoy forman parte de este departamento. Uno de los principales protagonistas de estas fundaciones fue Domingo Martínez de Irala, quien dio origen a los distritos de Itá, Ypané y Areguá, la capital. La ciudad de Luque se formó como una villa hispana. Villeta y Tapuá, hoy denominada Limpio, fueron fundadas con el objeto de establecer fuertes militares para la defensa. 
Otras ciudades como Capiatá e Itauguá fueron acrecentándose en torno a capillas utilizadas como centro de evangelización. Las ciudades que forman parte del departamento están aglutinadas debido, en parte, a la resistencia que ofrecían los indígenas chaqueños al avance de los españoles en sus tierras, la que obligaba a los pobladores a emigrar y refugiarse en esta región del territorio. Así se formaron pueblos como Guarambaré, Ypané, Ñemby y San Antonio.
Un origen diferente tuvieron las ciudades de  Nueva Italia, Colonia Thompson y Villa Elisa que se crearon como colonias agrícolas ya en el siglo XIX y principios del siglo XX, principalmente originadas por inmigrantes extranjeros.
Ya en año 1985, se creó el último distrito del departamento Central denominado Julián Augusto Saldívar, quedando constituida en forma definitiva la división política del departamento .Ypacaraí, ciudad que se fundó luego de la llegada del ferrocarril tras independizarse de Itaugua, logró su categoría de distrito, para luego convertirse en una de las ciudades más importantes del departamento.
Desde la década de 1990, con el éxodo rural iniciado en el país, la población de Central ha aumentado considerablemente, especialmente en los distritos colindantes con Asunción, donde se ha formado un gran zona urbana denominada Gran Asunción.

## Límites
El Departamento Central está ubicado en la zona centro-oeste de la Región Oriental del país, entre los paralelos 25° 0′ y 26° 0′ de latitud sur, y entre los meridianos 57° 11′ y 57° 50′ de longitud oeste.
- Al Norte: con los Departamentos de Presidente Hayes y Cordillera.

- Al Sur: con el Departamento de Ñeembucú.

- Al Este: con el Departamento de Paraguarí.

- Al Oeste: con la ciudad de Asunción y la República Argentina, separada por el río Paraguay.

## División territorial y administrativa
El Departamento Central se divide en 19 distritos, los cuales son:
| \| Municipios \| Área (km²) \| Población (2022) \| \| ----------------------- \| ---------- \| ---------------- \| \| Areguá \| 114 \| 70.298 \| \| Capiatá \| 88 \| 236.999 \| \| Fernando de la Mora \| 20 \| 110.255 \| \| Guarambaré \| 30 \| 27.695 \| \| Itá \| 182 \| 69.049 \| \| Itauguá \| 126 \| 93.213 \| \| Julián Augusto Saldívar \| 32 \| 60.162 \| \| Lambaré \| 27 \| 127.150 \| \| Limpio \| 110 \| 139.652 \| \| Luque \| 152 \| 259.705 \| \| Mariano Roque Alonso \| 40 \| 85.133 \| \| Nueva Italia \| 386 \| 9.941 \| \| Ñemby \| 29 \| 116.383 \| \| San Antonio \| 23 \| 57.843 \| \| San Lorenzo \| 56 \| 225.395 \| \| Villa Elisa \| 18 \| 71.383 \| \| Villeta \| 868 \| 35.941 \| \| Ypacaraí \| 111 \| 21.030 \| \| Ypané \| 53 \| 66.700 \| | Fernando de la Mora Luque Limpio Capiatá Mariano R. Alonso Lambaré San Lorenzo Villa Elisa Ypacaraí Itauguá Areguá Ypané J. A. Saldívar Guarambaré Ñemby San Antonio Villeta Nueva Italia Itá |                  |
| Municipios | Área (km²) | Población (2022) |
| Areguá | 114 | 70.298           |
| Capiatá | 88 | 236.999          |
| Fernando de la Mora | 20 | 110.255          |
| Guarambaré | 30 | 27.695           |
| Itá | 182 | 69.049           |
| Itauguá | 126 | 93.213           |
| Julián Augusto Saldívar | 32 | 60.162           |
| Lambaré | 27 | 127.150          |
| Limpio | 110 | 139.652          |
| Luque | 152 | 259.705          |
| Mariano Roque Alonso | 40 | 85.133           |
| Nueva Italia | 386 | 9.941            |
| Ñemby | 29 | 116.383          |
| San Antonio | 23 | 57.843           |
| San Lorenzo | 56 | 225.395          |
| Villa Elisa | 18 | 71.383           |
| Villeta | 868 | 35.941           |
| Ypacaraí | 111 | 21.030           |
| Ypané | 53 | 66.700           |

## Geografía

### Hidrografía
El departamento se encuentra regado principalmente por el río Paraguay y sus afluentes: el río Salado, desagüe del lago Ypacaraí y los arroyos Yukyry, Itaí, Paraí, Avaí, e Ytororó.
Los arroyos Yuquyry y Ñanduá desagüan en los esteros del Ypoá. Están ubicados en esta región del Paraguay, los lagos Ypacaraí, Ypoá y la laguna Cabral.

### Orografía
Las estribaciones de Yvytypanéma de la Cordillera de los Altos se encuentran en este departamento. Sus cerros más elevados son el Lambaré, Ñanduá y Arrua-í. Otros cerros de menor elevación de la zona son el Ñemby y el Cerro Patiño.

### Clima
En todo el departamento predomina el clima subtropical húmedo, bordeando el clima tropical de sabana por su cercanía al bajo Chaco. Los veranos son calurosos y húmedos, y los inviernos son templados y secos. La temperatura media anual es de 24 °C, en invierno es de 15 °C y en verano de 32 °C. Suelen darse heladas en invierno, preferentemente en las zonas suburbanas o rurales del departamento.
Las precipitaciones promedian los 1400 mm anuales aproximadamente. En la temporada de calor suelen darse en forma de tormentas las precipitaciones, en el que cae una gran cantidad de agua en poco tiempo. Mientras que en el invierno, suelen darse lluvias débiles o lloviznas, pero continuas.

## Economía
El Departamento Central se caracteriza por poseer una actividad industrial diversa e intensa. Cuenta con fábricas de aceite de coco, comestibles de soja, de girasol, de maní, tártago y tung. Otro tipo de industrias existentes son: destilerías de caña y alcohol, ingenios azucareros, manufacturas, fábricas de hilados, tejidos y artesanías de origen popular como el ñandutí y el ao po’i, estos principalmente en la ciudad de Itauguá.
Por otro lado, la ciudad de Itá se caracteriza por la producción de artículos de alfarería. Debido a la elevada población de este departamento, la producción agropecuaria está reducida a granjas, cultivos de hortalizas y frutales, también posee tambos de producción de leche y sus derivados.
Los cultivos que se producen en la zona son, principalmente, el tomate, la frutilla, la piña o ananá, el pimiento, la caña de azúcar, el locote y el limón. En menor escala, también cuenta con producción de ganado vacuno, porcino, ovino, equino y caprino (en ese orden, según el número de cabezas).

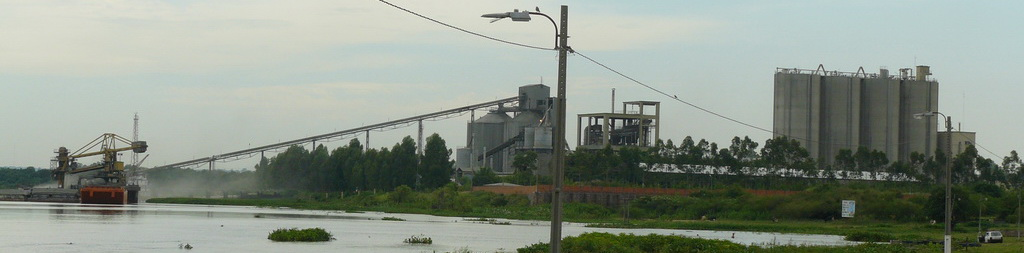
Planta procesadora de cemento, en Villeta.

## Demografía
La población de Central, además de ser la más numerosa del Paraguay, es la que mayor crecimiento poblacional presenta en el país, superando inclusive a otros departamentos como el que registraba Alto Paraná, siendo el único departamento del país con más de 1 000 000 de habitantes. El aumento de la población se da desde la década de 1950 (poco más de 100 000 hab.) hasta la actualidad (más de 1 866 000 hab.), como se observa en la siguiente tabla los datos demográficos del INE.
Entre la década de 1950 hasta principios de los 1980 se puede ver un crecimiento demográfico moderado y progresivo dentro del departamento. Mientras que a partir de finales de la década de 1980, se denota un explosivo aumento demográfico en el departamento Central. Esto se da en conjunto con el 'estancamiento' de la población de Asunción, y el aumento de la población urbana en el Paraguay (superando por primera vez la población urbana sobre la población rural en el censo del 1992). 
Las personas de las zonas rurales del país a finales del siglo XX se mudaron a las afueras y alrededores de la ciudad de Asunción (que vendría siendo el departamento Central), por los bajos costos de vida, de tierra e impuestos a diferencia de la capital, en búsqueda de una mayor demanda laboral, mejores servicios y mayor calidad de vida que en las zonas rurales, entre otros.
| Gráfica de evolución demográfica de Central entre 1950 y 2022 |
|                                                               |

### Salud
El departamento cuenta con numerosos establecimientos sanitarios, entre Hospitales, Centros y Puestos de Salud, así como las llamadas unidades de salud familiar-USF. También el sector privado se manifiesta en esta área, ofreciendo servicios de salud en todos los distritos del departamento.

## Educación
En el departamento existen aproximadamente 14 636 instituciones en las que se imparte enseñanza en todos los niveles educativos: Nivel Inicial, Educación Escolar Básica, Nivel Medio y Educación Superior.
En la educación universitaria se destaca la ciudad de San Lorenzo, que, por ser sede de distintos establecimientos educativos que imparten instrucción universitaria, ha recibido el nombre de «Ciudad universitaria». Allí se encuentra la sede de la Universidad Nacional, uno de los centros más importantes del país. Son numerosos los jóvenes que asisten a esta universidad, muchos de ellos vienen de ciudades del interior del país.
Normalmente en el interior del país suelen haber más condiciones para la educación como mejores maestros, estructuras, útiles, etc.

## Medios de comunicación
El departamento cuenta con numerosas emisoras radiales en AM. Algunas de ellas son:radio Uno, Radio Cardinal, Radio Ñandutí, radio Monumental y Radio Libre. En transmisión de Frecuencia Modulada, tienen sede en el departamento las siguientes radioemisoras: 1 de marzo, Ñemby, Disney, Amor, Hit, Itauguá, Lambaré, Trinidad, San Lorenzo, Azul y Oro, Guarania, radio Ypacarai, de la ciudad de Ypacarai,y unión de la ciudad de Limpio, entre otras.
También cuenta con varios canales de televisión abierta y servicios de transmisión de señal por cable.
En la ciudad de Areguá, ubicada a orillas del Lago Ypacaraí, se encuentra ubicada la Estación Satelital.
En el Departamento Central están instaladas centrales telefónicas que comunican a todos los distritos.

## Vías de acceso y transporte

### Vía terrestre
Este departamento cuenta con la mayoría de rutas del país, que parten desde Asunción hacia otras ciudades del interior.

#### Rutas nacionales
- Ruta PY-01, atravesando por el departamento Central hacia el sur, une Asunción con Encarnación, capital del Departamento de Itapúa, frontera con Argentina (382 km).
- Ruta PY-02, atravesando por el departamento Central hacia el este, une Asunción con Ciudad del Este, capital del Departamento de Alto Paraná, frontera con Brasil (343 km)
- Ruta PY-03, atravesando por el departamento Central hacia el norte, une Asunción con Salto del Guairá, capital del Departamento de Canindeyú, frontera con Brasil (413 km).
- Ruta PY-18, une Villeta con la ciudad de Mayor Otaño, en el Departamento de Itapúa (358 km).
- Ruta PY-19, une Villeta con la ciudad de Pilar, capital del Departamento de Ñeembucú (202 km).

#### Rutas departamentales
| D027 | Central              | Ita Rotonda (Intersección PY01) - Intersección D066                           |
| D066 | Central              | Petropar (Puerto Pabla) - Intersección PY03 (Asunción)                        |
| D067 | Central              | San Antonio (Ribera Del Río Paraguay) - Piquete Cue (Ribera Del Río Paraguay) |
| D068 | Central              | Ypane (Intersección D070) - San Lorenzo (Intersección PY02)                   |
| D069 | Central              | Ñemby (Intersección D067) - Intersección D066                                 |
| D070 | Central              | Intersección D071 - Aregua (Intersccion D023)                                 |
| D071 | Central              | Intersección D027 Ex PY01 (J.A. Saldivar) - Villeta (Ribera Del Río Paraguay) |
| D072 | Central              | Intersección PY18 (Nueva. Italia) - Capiata (Intersección PY02)               |
| D073 | Central              | (Intersección PY01) Hugua Ñaro - (Intersección PY02) Itaugua                  |
| D074 | Central              | Cñia. Arrua-I (Distr. Ita) - (Cñia. Patiño) Intersección D023                 |
| D076 | Central              | Intersección PY02 - Intersección D012                                         |
| D025 | Central - Pdte Hayes | Intersección D066 Empalme Avda. Aviadores Del Chaco - Intersección Py09       |
| D012 | Cordillera - Central | Intersección PY19 (Empalme PY18) - Límite Dptal Central (Ypacarai PY02)       |
| D023 | Paraguari - Central  | Paraguari (Intersección PY01) - Intersección PY03 (Asunción)                  |

### Vía fluvial
Las vías fluviales con que cuenta el Departamento Central, están determinadas por el río Paraguay, siendo sus principales puertos el de Asunción y Villeta.

### Vía aérea
Su principal estación aérea es el Aeropuerto Internacional Silvio Pettirossi, ubicado en la ciudad de Luque. Esta estación aérea vincula al departamento con el interior y el exterior del país.